# Баланоглосс
Баланоглоссы (лат. Balanoglossus) — род морских червей из типа полухордовые (Hemichordata), представители особого класса кишечнодышащие (Enteropneusta). Его вытянутое тело, покрытое мерцательным эпителием, разделяется на три отдела: хоботок, лежащий впереди ротового отверстия, воротничок и туловище. Размер хоботка от 2,5 мм до 5 мм. По своим органам дыхания баланоглосс напоминает асцидий и вообще хордовых (Chordata); жабры у него расположены в начальном жаберном отделе кишечника, который в этом месте двумя рядами жаберных отверстий, лежащих по бокам тела, открывается наружу. Нервная система состоит из спинного и брюшного стволов, в воротнике соединенных кольцеобразной комиссурой; кроме того, в воротнике лежит спинной нервный тяж в виде косой трубки с двумя отверстиями. Глаз баланоглосс не имеет. Эти черты организации (жаберные щели, спинная нервная система) сближают баланоглосса с хордовыми (Chordata). С другой стороны, личинка его, известная под именем торнария, настолько похожа на личинок иглокожих, что её первоначально за таковую и принимали. Торнария свободно плавает в воде. Взрослый баланоглосс живёт, зарывшись в грунт. Встречается в Средиземном и других морях; в Белом море живёт баланоглосс Мережковского (Saccoglossus mereschkowskii).

## Виды
Виды баланоглоссов согласно мировому регистру морских видов:
- Balanoglossus apertus (Spengel, 1893)
- Balanoglossus aurantiacus (Girard, 1853)
- Balanoglossus australiensis (Hill, 1894)
- Balanoglossus biminiensis (Willey, 1899)
- Balanoglossus capensis (Gilchrist, 1908)
- Balanoglossus carnosus (Willey, 1899)
- Balanoglossus clavigerus (Delle Chiaje, 1829)
- Balanoglossus gigas (Fr. Müller in Spengel, 1893)
- Balanoglossus jamaicensis (Willey, 1899)
- Balanoglossus misakiensis (Kuwano, 1902)
- Balanoglossus natalensis (Gilchrist, 1908)
- Balanoglossus numeensis (Maser, 1913)
- Balanoglossus occidentalis (Ritter, 1902)
- Balanoglossus proterogonius (Belichov, 1928)
- Balanoglossus salmoneus (Belichov, 1928)
- Balanoglossus stephensoni (van der Horst, 1937)